# Dorfchemnitz
Dorfchemnitz − gmina w Niemczech, w kraju związkowym Saksonia, w okręgu administracyjnym Chemnitz, w powiecie Mittelsachsen, wchodzi w skład wspólnoty administracyjnej Sayda.